# Elmer Fudd
Elmer Fudd és un personatge fictici de dibuixos animats de la Warner Brothers.
Elmer és un caçador que sol aparèixer en molts episodis de Bugs Bunny i de Daffy Duck, permanentment frustrat i moralment ferit amb freqüència. Sempre tracta d'atrapar a Bugs Bunny i, en ocasions, també a Daffy Duck, encara que sempre li acaben sortint malament tots els seus intents. Elmer, sol vestir una gorra amb visera, una camisa tipus caçador i porta una escopeta, amb la qual sempre dispara a Daffy Duck quan intenta amb burles i acudits que Elmer no ho caci a ell, sinó a Bugs Bunny.

## Veu de Elmer Fudd
Alguns dels actors de veu que han posat veu a Elmer Fudd són,

### Estats Units
- Arthur Q. Bryan (1940 - 1959)
- Mel Blanc (1950, 1962 - 1989)
- Hal Smith (1959 - 1961)
- Jeff Bergman (1990 - 1992)
- Billy West (Veu actual des de 1996)

### Parla Hispana
- Humberto Valdepeña (primera Veu)
- Juan José Hurtado (alguns curts)
- Víctor Manuel "El Güero" Castro (alguns curts)
- Francisco Colmenero (segona Veu)
- Herman López (tercera Veu)
- Carlos Íñigo (quarta Veu)
- Rafael Pacheco (darrera veu)
- Alberto Mieza (veu a Espanya)